# Nicaragua i olympiska sommarspelen 1976
Nicaragua deltog i de olympiska sommarspelen 1976 med en trupp bestående av femton deltagare, samtliga män, vilka deltog i 19 tävlingar i sex sporter. Ingen av dem erövrade någon medalj.

## Cykling
Herrarnas linjelopp
- David Iornos — fullföljde inte (→ ingen placering)
- Hamblin González — fullföljde inte (→ ingen placering)
- Manuel Largaespada — fullföljde inte (→ ingen placering)
- Miguel Espinoza — fullföljde inte (→ ingen placering)

Herrarnas lagtempolopp
- David Iornos
- Hamblin González
- Manuel Largaespada
- Miguel Espinoza

## Friidrott
Herrarnas höjdhopp
- Carlos Abaunza
  - Kval — Inget resultat (→ gick inte vidare)